# Der var engang
Der var engang (en danès Hi havia una vegada) és una pel·lícula danesa muda dirigida per Carl Theodor Dreyer, estrenada el 1922. Aquesta pel·lícula és l'adaptació cinematogràfica d'una obra de teatre de Holger Drachmann del 1885 basada en un conte de Hans Christian Andersen.

## Sinopsi
La princesa d'Il·líria, que ha dit no a tots els bons pretendents que li han proposat, comença a interessar-se per un rodamón que vaga pels voltants del castell, i que en realitat no és altre que el príncep de Dinamarca amb el seu amic, Kasper Røghat. El príncep atrau amb la seva joguina màgica, un carrau i un bullidor de coure, el premi són petons i una nit a la cambra de la princesa. Kasper Røghat s'assegura que el rei sigui notificat de l'"afer", i la princesa és llançada a la porta pel seu pare. Ha d'abandonar el seu país i establir-se amb el príncep a Dinamarca, el seu país. Com a pobra terrissaire, passarà per una sèrie de proves per desfer-se de la seva arrogància i superioritat, però a canvi revelarà els seus veritables sentiments pel seu futur marit. Com en tots els bons contes de fades, la història acaba naturalment amb un casament.

## Repartiment
- Clara Pontoppidan
- Svend Methling
- Peter Jerndorff
- Hakon Ahnfelt-Rønne
- Mohamed Archer
- Bodil Faber
- Wilhelmine Henriksen
- Lili Lani
- Henry Larsen
- Frederik Leth
- Schiøler Linck
- Gerda Madsen
- Lars Madsen
- Torben Meyer
- Karen Poulsen
- Musse Scheel
- Emilie Walbom
- Viggo Wiehe
- Zun Zimmermann